# A Maroma
A Maroma es un barrio de la zona sur de Villagarcía de Arosa, se encuentra cerca del centro, sus pisos más altos tienen entre 5 y 6 plantas, está comunicado por varias calles con el resto de la localidad de Villagarcía de Arousa. El río del Con con la Avenida Rodrigo de Mendoza que transcurre paralela a su curso delimita su lado norte y comunica la entrada/salida de la Villa por el este a través de la N-640 A con la entrada salida/salida por el oeste con la N-640 y las correspondientes conexiones hacia Villanueva de Arosa, la isla de Arosa, Cambados, Sangenjo, entre otras.

## Origen
Originariamente este barrio era una finca única denominada A Maroma, que se ha urbanizado a principios del siglo XXI, a raíz del emplazamiento actual de FEXDEGA, que con su pabellón y su una amplia explanada de aparcamiento gratuito frente a su fachada principal domina el barrio. El barrio linda al norte con el río del Con, bordeado por su arteria principal, la Avenida Rodrigo de Mendoza 

## Delimitación geográfica
Las calles que lo delimitan son:
- Avenida Rodrigo de Mendoza al norte
- Rúa Agustín Romero al este
- Rúa Filgueira al noroeste
- Rúa Nogueira al sureste
- Rúa Limoeiro al sur

## Alrededores
Los lugares más destacados de sus alrededores, son:
- Ambulatorio de San Roque
- Colegio Educación Infantil Público A Lomba
- Colegio Filipense Sagrada Familia
- Instituto de Enseñanza Secundaria Castro Alobre
- Centro Comercial Arousa
- Iglesia Parroquial Santa Eulalia
- Parque da Xunqueira
- Estadio Municipal de La Lomba